# Beauvernois
Beauvernois is een gemeente in het Franse departement Saône-et-Loire (regio Bourgogne-Franche-Comté) en telt 89 inwoners (2009). De plaats maakt deel uit van het arrondissement Louhans.

## Geografie
De oppervlakte van Beauvernois bedraagt 8,4 km², de bevolkingsdichtheid is dus 10,6 inwoners per km².
De onderstaande kaart toont de ligging van Beauvernois met de belangrijkste infrastructuur en aangrenzende gemeenten.

## Demografie
Onderstaande figuur toont het verloop van het inwonertal (bron: INSEE-tellingen).